# Giacomo Boncompagni
Jaime Boncompagni (del italiano: Giacomo Boncompagni) (Bolonia, 8 de mayo de 1548 - Sora, 18 de agosto de 1612) fue el hijo ilegítimo del papa Gregorio XIII.

## Biografía

### Infancia
Giacomo nació de la relación de Ugo Boncompagni, futuro papa Gregorio XIII y de  Maddalena Fulchini, en el momento que se encontraba en Bolonia para participar en el concilio de Trento. El 5 de julio de 1548 fue legitimado y confiado a las enseñanzas de los jesuitas de Bolonia.

### Carrera
Cuando su padre es elegido al Solio Pontificio en 1572, Giacomo se muda a Roma comenzando su brillante carrera política. Fue nombrado castellano de Sant'Angelo y Confaloniero de la Iglesia. En el cumplimiento de este cargo Giacomo fue primero a Ancona y luego a Ferrara donde permaneció hasta 1574.
En 1575 el rey Felipe II de España lo nombra Capitano Generale delle Genti en armi (comandante en jefe) del ducado de Milán.
En 1576 Gregorio XIII lo nombró Gobernador de Fermo, una ciudad de los Estados Pontificios por un periodo de tres años que se renovó dos veces, en 1581 y 1584. 
En 1581 Giacomo recibió de su padre la tarea de proceder, junto con Latino Orsini, a la represión del bandolerismo, en los Estados Pontificios.

### Matrimonio
En 1576 se casó con Constanza Sforza, hija de Sforza I Sforza, de la que tuvo catorce hijos.

### Duque
A pesar de todos los cargos políticos y militares que había podido asignar a su hijo, Gregorio XIII intentó forjar para él un verdadero estado. Después de un fallido intento de adquisición del Marquesado de Saluzzo en 1577 (para el cual se ofrecieron 600 000 escudos de oro), en el mismo año el papa compró por 70 000 escudos de oro el marquesado di Vignola y Savignano sul Panaro a Alfonso II de Este, duque de Ferrara.
En 1579 su padre actuó como intermediario para la compra del ducado de Sora y Arce, a Francisco María II della Rovere, duque de Urbino por 100 000 escudos de oro. En 1583 también se hizo con el ducado de Aquino y Arpino.
- Datos: Q1401822
- Multimedia: Giacomo Boncompagni (politician) / Q1401822